# 藤原長光
藤原 長光（ふじわら の ながみつ）は、平安時代後期の貴族・儒学者。名は永光とも記される。藤原式家、文章博士・藤原敦光の子。官位は正四位下・内蔵権頭。

## 経歴
祖父は藤原明衡で代々学問に秀でた。大治5年（1130年）に対策に及第し、康和2年（1143年）11月2日に大内記に任ぜられた。仁平（1152年）正月28日に文章博士に任じられて長寛勘文に関与、また近衛天皇から二条天皇にかけての改元で勘文を提出しているが採用されたことはなかった。以降は陸奥守・鎮守府将軍・内蔵権頭などを歴任した。安元元年（1175年）10月に内蔵権頭を辞して高野山にて出家した。法名は阿念。
長光は藤原忠通の家司を務め、弟の成光と息子の光経は九条兼実の家司を務めているが、兼実から長光は家司というよりも学問の師・顧問として遇されていた。治承3年（1179年）に光経が死んだ時に兼実が真っ先に危惧したのは息子を失った長光のことであり、治承4年（1180年）に京都で火災があった際に兼実が真っ先に見舞いの使者を送ったのは、甥である関白近衛基通と年預家司である藤原光盛と長光の3名であった。兼実は長光の学問の才を「当世に肩を双ぶる者なし」と評価しながらも昇進が得られないことを嘆くなど、彼の学才について度々記している。兼実の嫡男である良通の名前を考案したのは長光であり、良通・良経の2人の息子の漢詩や学術の指導も行っている。
没年は不詳であるが、少なくても文治2年（1186年）まで長光が兼実邸を訪問したことが兼実の日記である『玉葉』から確認でき、翌年にも長光に触れた記事があることから、没したのは文治3年（1187年）以降とみられるが、現存の『玉葉』には長光死去の記事がないため、現存していない時期の出来事とみられる。
長光の日記が存在していた（『大内記長光記』）ことが知られているが、現存していない。また、『続詞花和歌集』の序文は長光のものとされている。

## 系譜
『尊卑分脈』による。
- 父：藤原敦光
- 母：大中臣輔清の娘
- 妻：賢円の娘
  - 男子：藤原光経（1128-1179）
  - 男子：藤原光輔
- 生母不詳の子女
  - 男子：藤原長宗
  - 男子：藤原倫能
  - 男子：藤原光章
  - 男子：藤原光茂
  - 男子：経忠
  - 男子：覚良
  - 女子